# Селин Сијама
Селин Сијама (фр. Céline Sciamma, рођена 12. новембра 1978. године) је филмска режисерка и сценаристкиња. Посебно је позната по својим филмовима Мушкарача (2011), Мој живот као Тиквица (2016) и Портрет даме у ватри (2019), освојивши многе номинације и награде за своје филмове.
Уобичајена тема у Сијаминим филмовима је родна флуидност и сексуални идентитет међу девојкама и женама, а њени филмови истражују женски поглед.

## Биографија

### Младост и образовање
Сијама је рођена 12. новембра 1978. и одрасла је у Понтоазу, предграђу изван Париза. Њен отац, Доминик Сијама, је софтверски дизајнер, а њен брат, Лорент Сијама стенд-ап извођач и графички дизајнер.
Пре него што је похађала Ла Феми, премијерну француску филмску школу, Сијама је магистрирала француску књижевност на Универзитету Парис Нантер. Као дете, била је страствени читалац и као тинејџерка се заинтересовала за филм. Сијама наводи своју баку као инспирацију за своју љубав према филму, рекавши да је имала велико интересовање за старе холивудске филмове. Такође је похађала Утопију, уметничко биоскопско позориште у Сержију 3 пута недељно као тинејџерка. Написала је свој први оригинални сценарио за Водене љиљане као део завршне евалуације на Ла Фемију. Сијама је изјавила да никада није планирала да режира, и да је размишљала само о писању сценарија или да ради као критичар, јер је сматрала да је режија превише „само мушка“ позиција. Хавијер Бовоа, који је био председавајући комисије за оцењивање, и могао се сматрати њеним ментором, убедио ју је да сними филм. Годину дана након завршетка школе, почела је да снима филм у свом родном граду.

## Стил и теме
Сијама често сарађује са Para One, који је у прошлости снимио све њене филмове и режирао Сијамине сценарије. Често сарађује са кинематографкињом Кристел Фурније, која је, између осталих, радила на Сијаминој трилогији Девојаштво.
Позната је по томе што је глумила непрофесионалне глумце у својим филмовима, а често и Адел Хенел, која се појавила у филмовима Водени љиљани, Полина и Портрет даме у пламену.
Сијама је рекла да мода и стил чине важан део карактеризације, због чега је, иако без кредита, често костимограф за своје филмове.
Сијама је навела Дејвида Линча као велики утицај, заједно са виђењем Вирџиније Вулф као „највећег романописца“ и Шантал Акерман као „једне од најважнијих филмских стваралаца“.
Уобичајена тема у Сијаминим филмовима је флуидност рода и сексуалног идентитета међу девојкама и женама. Њени филмови се баве лезбејством и квиром и како се то представља на екрану. Она се фокусира на идеју тела и како је додир повезан са њим у биоскопу. Сијама је истакнута у својим тематским елементима за женски поглед, а многи научници су је навели као пионира у стварању новог начина виђења жена у медијима. Такође воли да концептуализује идеју „гледања“, користећи руске лутке за гнежђење као метафору „гледања унутар гледања“.
Сијама не верује у идеју о музи за своје комаде, и упркос њеном личном односу са Ханелом, каже да су односи на екрану колаборације и субверзије, а не фасцинације.
Сијама се фокусира на идентитет и репрезентацију у филму, као што је црначки идентитет у Девојаштво, и идентитет мајчинства у Мала мајка.

## Филмографија и награде
| Година | Наслов                   | Режисерка | Сценаристкиња | Глумица | Белешке |
| ------ | ------------------------ | --------- | ------------- | ------- | --- |
| 2004   | Les Premières Communions | Не        | Да            | Не      | Крактометражни филм |
| 2006   | Cache ta joie            | Не        | Да            | Не      | Краткометражни филм |
| 2007   | Водени љиљани            | Да        | Да            | Да      | - Награда Луј Делук - најбољи филм - Филмски фестивал у Кабуру - Међународни филмски фестивал у Атини - најбољи филм - Филмски фестивал у Торину - најбољи сценарио |
| 2009   | Паулин                   | Да        | Не            | Не      | Краткометражни филм |
| 2010   | Кула од слоноваче        | Не        | Да            | Не      | |
| 2011   | Мушкарача                | Да        | Да            | Не      | |
| 2014   | Људи птице               | Не        | Да            | Не      | |
| 2014   | Госпођица                | Не        | Не            | Да      | |
| 2014   | Девојаштво               | Да        | Да            | Не      | |
| 2014   | Млади тигар              | Не        | Да            | Не      | |
| 2016   | Бити седамнаестогодишњак | Не        | Да            | Не      | |
| 2016   | Мој живот као Тиквица    | Не        | Да            | Не      | |
| 2018   | Са ветром                | Не        | Да            | Не      | |
| 2019   | Портрет даме у ватри     | Да        | Да            | Не      | |
| 2021   | Мала мајка               | Да        | Да            | Не      | |
| 2021   | Париз, 13. округ         | Не        | Да            | Не      | |